# Gemmabryum australes
Gemmabryum australes là một loài Rêu trong họ Bryaceae. Loài này được (Hampe) J.R. Spence & H.P. Ramsay mô tả khoa học đầu tiên năm 2005.